# Canteleu
Pour les articles homonymes, voir Canteleu (homonymie).
Ne doit pas être confondu avec Canteleux.
Canteleu est une commune française située dans le département de la Seine-Maritime en région Normandie.

## Géographie

### Localisation
Canteleu est une ville normande commune jouxtant par l'ouest Rouen.

### Communes limitrophes
Les communes limitrophes sont  Déville-lès-Rouen, La Vaupalière, Le Grand-Quevilly, Maromme, Montigny, Petit-Couronne, Quevillon, Rouen, Saint-Martin-de-Boscherville et Val-de-la-Haye.

### Hydrographie
La commune est située dans le bassin Seine-Normandie. Elle est drainée par la Seine, le Cailly et la Clairette,,.
La commune est limitée à l'est et au sud par le lit du fleuve la Seine. Elle prend sa source à Source-Seine, en Côte-d'Or, sur le plateau de Langres, traverse le département avec de larges méandres sur son flanc sud et se jette dans la Manche entre Le Havre et Honfleur. 
Le Cailly, d'une longueur de 29 km, prend sa source dans la commune de Cailly et se jette  dans la Seine à Rouen, après avoir traversé douze communes. 
Trois plans d'eau complètent le réseau hydrographique : la mare aux Sangliers (0,01 ha), la mare Coupée (0,05 ha) et la mare Terreuse (0,01 ha),.

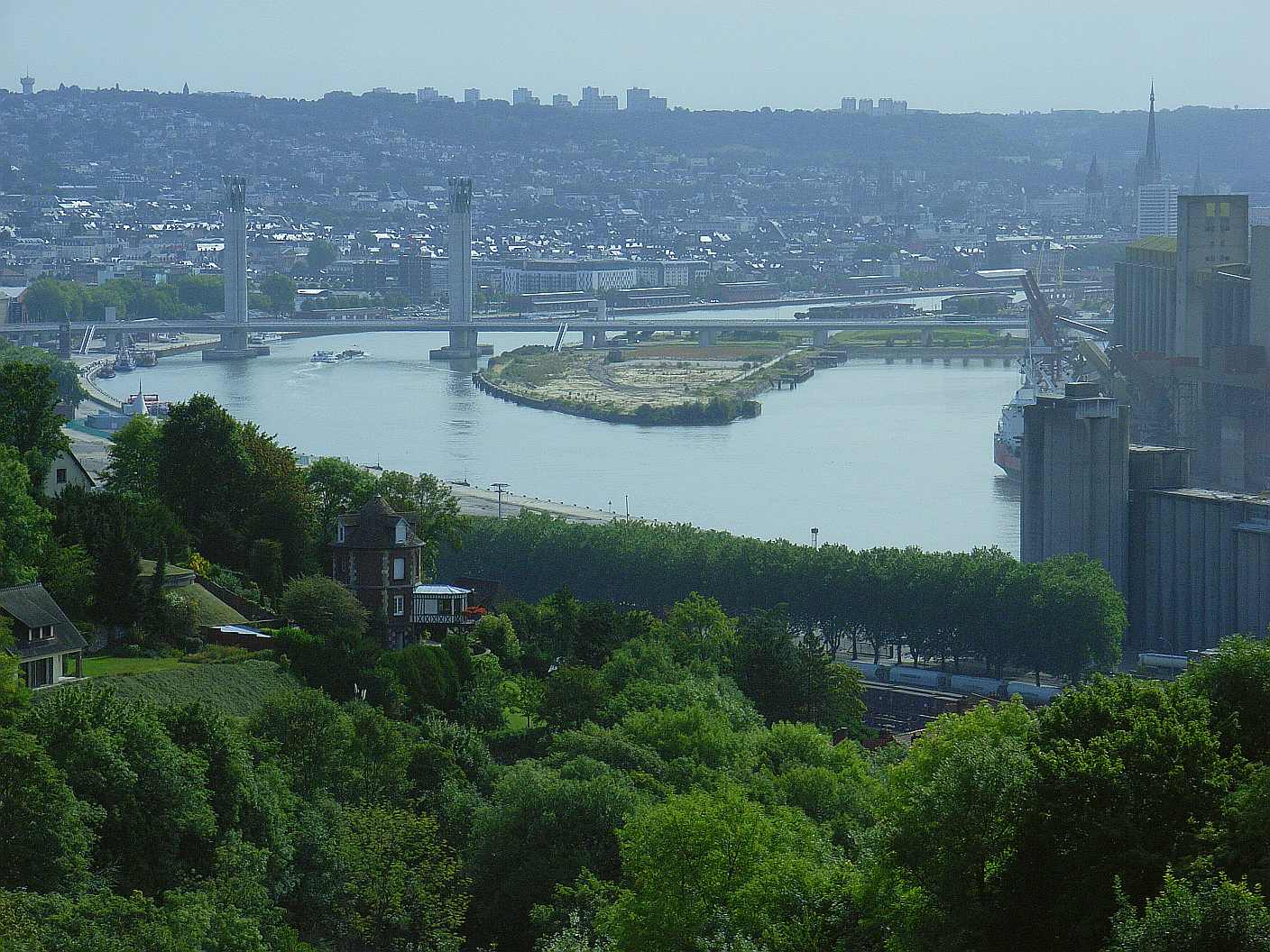
La Seine et Rouen vus de la place Gustave-Prat à Canteleu.

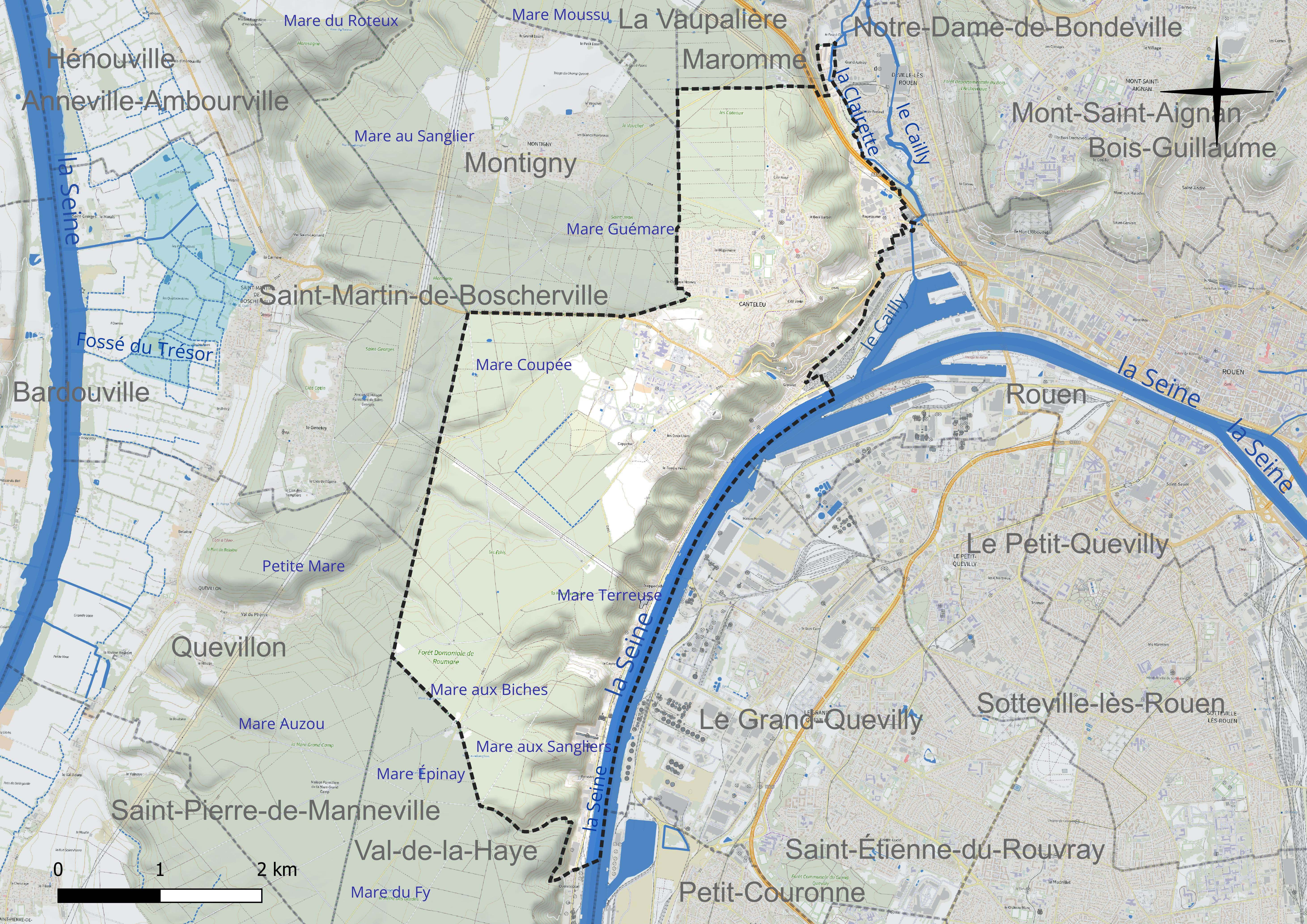
Réseau hydrographique de Canteleu.

### Climat
Pour des articles plus généraux, voir Climat de la Normandie et Climat de la Seine-Maritime.
En 2010, le climat de la commune est de type climat océanique altéré, selon une étude du CNRS s'appuyant sur une série de données couvrant la période 1971-2000. En 2020, Météo-France publie une typologie des climats de la France métropolitaine dans laquelle la commune est exposée à un climat océanique et est dans la région climatique Côtes de la Manche orientale, caractérisée par un faible ensoleillement (1 550 h/an) ; forte humidité de l’air (plus de 20 h/jour avec humidité relative > 80 % en hiver), vents forts fréquents. Parallèlement le GIEC normand, un groupe régional d’experts sur le climat, différencie quant à lui, dans une étude de 2020, trois grands types de climats pour la région Normandie, nuancés à une échelle plus fine par les facteurs géographiques locaux. La commune est, selon ce zonage, exposée à un « climat maritime », correspondant au Pays de Caux, frais, humide et pluvieux, légèrement plus frais que dans le Cotentin.
Pour la période 1971-2000, la température annuelle moyenne est de 10,4 °C, avec une amplitude thermique annuelle de 13,2 °C. Le cumul annuel moyen de précipitations est de 830 mm, avec 12,8 jours de précipitations en janvier et 8,2 jours en juillet. Pour la période 1991-2020, la température moyenne annuelle observée sur la station météorologique la plus proche, située sur la commune de Rouen à 5 km à vol d'oiseau, est de 12,6 °C et le cumul annuel moyen de précipitations est de 817,9 mm,. Pour l'avenir, les paramètres climatiques de la commune estimés pour 2050 selon différents scénarios d’émission de gaz à effet de serre sont consultables sur un site dédié publié par Météo-France en novembre 2022.

### Paysages
Le territoire de la commune est occupé à 70 % par la forêt.
Avec plus de 4 000 hectares, la forêt de Roumare constitue un véritable poumon vert pour l’agglomération rouennaise. Installée sur un sol pauvre constitué en partie de limon et d’argile à silex au nord, de sables alluvionnaires au sud, cette forêt a développé un ensemble de feuillus comme le chêne ou le hêtre, et une futaie résineuse.

## Urbanisme

### Typologie
Au 1er janvier 2024, Canteleu est catégorisée grand centre urbain, selon la nouvelle grille communale de densité à sept niveaux définie par l'Insee en 2022.
Elle appartient à l'unité urbaine de Rouen, une agglomération inter-départementale regroupant 50  communes, dont elle est une commune de la banlieue,,.
Par ailleurs la commune fait partie de l'aire d'attraction de Rouen, dont elle est une commune du pôle principal,. Cette aire, qui regroupe 317 communes, est catégorisée dans les aires de 200 000 à moins de 700 000 habitants,.

### Occupation des sols
L'occupation des sols de la commune, telle qu'elle ressort de la base de données européenne d’occupation biophysique des sols Corine Land Cover (CLC), est marquée par l'importance des forêts et milieux semi-naturels (65,6 % en 2018), une proportion sensiblement équivalente à celle de 1990 (65,1 %).
La répartition détaillée en 2018 est la suivante : forêts (65,6 %), zones urbanisées (16,6 %), zones industrielles ou commerciales et réseaux de communication (9,7 %), terres arables (3,7 %), eaux continentales (3,1 %), prairies (1,4 %).

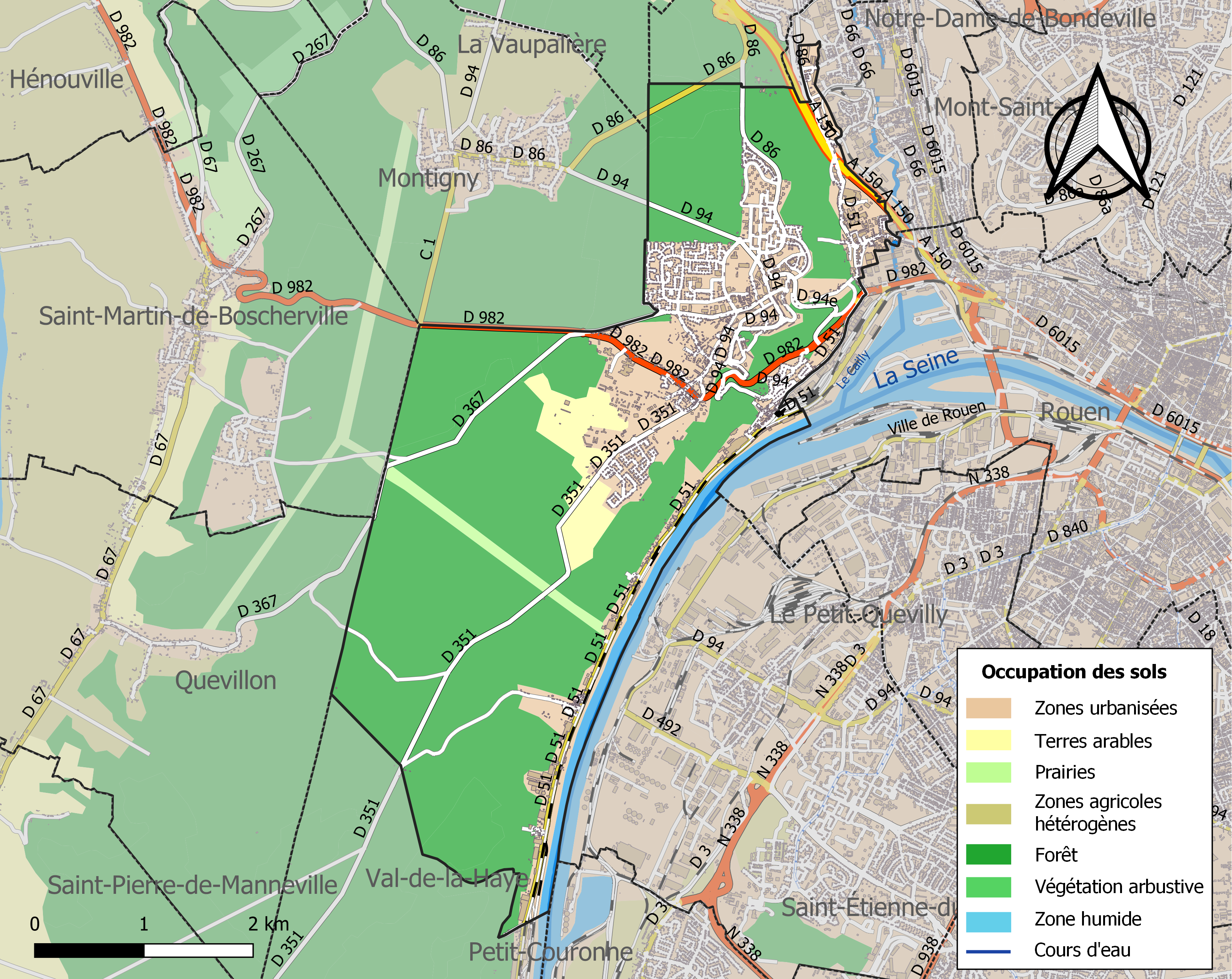
Carte des infrastructures et de l'occupation des sols de la commune en 2018 (CLC).

L'évolution de l’occupation des sols de la commune et de ses infrastructures peut être observée sur les différentes représentations cartographiques du territoire : la carte de Cassini (XVIIIe siècle), la carte d'état-major (1820-1866) et les cartes ou photos aériennes de l'IGN pour la période actuelle (1950 à aujourd'hui).

### Lieux-dits, hameaux et écarts
Le hameau de Croisset au bord de la Seine, qui fait partie de la commune, est célèbre par le souvenir de Gustave Flaubert qui y a vécu pendant 35 ans et y est mort en 1880.

### Habitat et logement
En 2020, le nombre total de logements dans la commune était de 7 056, alors qu'il était de 6 917 en 2015 et de 6 658 en 2010.
Parmi ces logements, 90,9 % étaient des résidences principales, 0,3 % des résidences secondaires et 8,8 % des logements vacants. Ces logements étaient pour 30,1 % d'entre eux des maisons individuelles et pour 69,5 % des appartements.
Le tableau ci-dessous présente la typologie des logements à Canteleu en 2020 en comparaison avec celle de la Seine-Maritime et de la France entière. Une caractéristique marquante du parc de logements est ainsi une proportion de résidences secondaires et logements occasionnels (0,3 %) inférieure à celle du département (4,1 %) et à celle de la France entière (9,7 %). Concernant le statut d'occupation de ces logements, 33,7 % des habitants de la commune sont propriétaires de leur logement (32,8 % en 2015), contre 53 % pour la Seine-Maritime et 57,5 pour la France entière.
| Typologie                                               | Canteleu | Seine-Maritime | France entière |
| ------------------------------------------------------- | -------- | -------------- | -------------- |
| Résidences principales (en %)                           | 90,9     | 87,9           | 82,1           |
| Résidences secondaires et logements occasionnels (en %) | 0,3      | 4,1            | 9,7            |
| Logements vacants (en %)                                | 8,8      | 8,1            | 8,2            |

### Voies de communication et transports
La ligne T3 de l'infrastructure TEOR permet de rejoindre le centre-ville de Rouen.
Les lignes régulières 530 et 35 permettent aussi de se rendre dans le centre-ville de Rouen
Un bac permet de traverser la Seine et de rejoindre Le Grand-Quevilly.

## Toponymie
Le nom de la localité est attesté sous les formes de Cantelupo entre 1130 et 1164 (Archives départementales de la Seine-Maritime, 55 H, charte de G. de Roumare), de Cantelou en 1198 (Stapleton 80, 419), Sancti Martini de Cantulupi en 1218 (Arch. S.-M., 25 H), Ecc. de Cantu Lupi vers 1240 (H. Fr. XXIII, 231), parr. de Canteleu en 1242 (Arch. S.-M., 52 H), Sanctus Martinus de Cantulupi en 1257, Parr. Sancti Martini de Cantulupi en 1268 (Arch. S.-M., 25 H), Sanctus Martinus de Cantelou en 1280 (Arch. Nat., fds. Sainte-Vaubourg), In parrochia de Cantelupi en 1285 (Arch. S.-M., G 4547), Canteleu sur Croisset en 1399 (Arch. S.-M., Tab. Rouen, reg. 8 f. 317 ; reg. 14 f. 208), Canteleu en 1403 (Arch. S.-M. G 3267), Canteleu sur Croisset en 1415 (Arch. S.-M., Tab. Rouen, reg. 17 f. 165 ; reg. 23 f. 32), Saint Martin de Canteleu en 1462 (Arch. S.-M., G fds. Archev.), Canteleu en 1715 (Frémont).
Canteleu est la forme normanno-picarde de Chanteloup, « (lieu) où chantent (hurlent) les loups ». Homonymie avec 
Canteleu, ancienne paroisse rattachée à Luneray et Canteleux. La statue d'un loup hurlant, réalisée par le sculpteur Jean-Marc de Pas, sur le rond-point à la lisière de la forêt de Roumare et à l'entrée de la ville, rappelle cette étymologie. Le dernier loup de la forêt de Roumare aurait été vu ou tué en 1912.

## Histoire
Sur les rives, les falaises ont longtemps servi d’habitat précaire lorsque le danger guettait. Très étendue, la commune se morcelle, d’abord en seigneuries, puis en hameaux, le tout regroupé autour de l’église construite au XVIe siècle. Les hameaux — Bapeaume, Croisset, Dieppedalle, Biessard et le Village — ont tous joué un rôle important dans le développement de la ville.

### Moyen Âge
Au XIIIe siècle, le plateau de Canteleu est défriché notamment par les moines et les religieux qui ont laissé quelques noms de lieux tels que le Clos aux Moines ou la Béguinière.

### Temps modernes

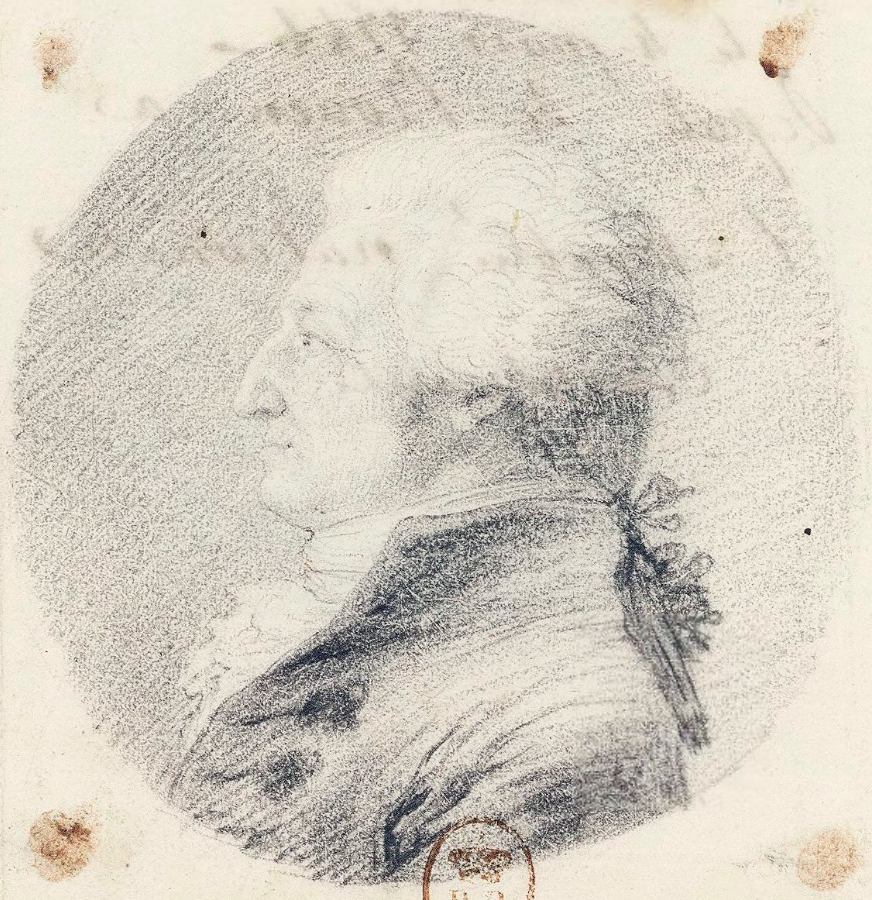
Jean-Barthélemy Le Couteulx, seigneur de Canteleu.

En 1564, la seigneurie est acquise par Georges Langlois,.
En 1748, la terre de Canteleu est acquise par François-Nicolas Quillebeuf, seigneur de Bethencourt, commerçant de Rouen anobli par l'achat d'une charge de secrétaire du roi dite « savonnette à vilain ». Après sa mort en 1751, son fils Jean-François Quillebeuf hérite du domaine, jusqu'à sa faillite en 1776. Les droits seigneuriaux et les manoirs situés sur le territoire de la paroisse de Canteleu sont alors vendus séparément. Le 16 décembre 1780, la terre et seigneurie de Canteleu, de Bapaume, et le fief et châtellenie de Croisset sont acquis par le riche banquier Jean-Barthélemy Le Couteulx pour 165 000 livres. Le territoire de Canteleu était déjà connu de la famille Le Couteulx dont deux branches possédaient déjà des propriétés de campagne tenues en roture de la seigneurie.
L'ensemble est ensuite revendu en 1792 à Barthélemy-Pierre, fils d'Antoine IV Le Couteulx de Verclives, pour 133 000 livres. L'année précédente, Barthélemy-Pierre venait de se marier avec Louise Fouache, fille du riche armateur négrier havrais Martin-Pierre Foache, dont la dot s'élevait à 300 000 livres.

### Révolution française et Empire
En 1792, l'ensemble est revendu à Barthélemy-Pierre, fils d'Antoine IV Le Couteulx de Verclives, pour 133 000 livres. L'année précédente, Barthélemy-Pierre venait de se marier avec Louise Fouache, fille du riche armateur négrier havrais Martin-Pierre Foache, dont la dot s'élevait à 300 000 livres.

### Époque contemporaine

#### La Seconde Guerre mondiale
De 1942 à 1944, le poste de commandement du 81e corps d'armée dirigé par Adolf Kuntzen, General der Panzertruppe, est établi au château de la Moissonnière à Canteleu. Le Generalfeldmarschall Erwin Rommel s'y est rendu à plusieurs reprises en 1944.

#### Trente Glorieuses
Au cours des Trente Glorieuses, la ville connait un fort développement urbain qui permet de tripler la population communale. Entre 1955 et 1962, le grand ensemble de la « Cité Verte » est bâti sur le plateau, avec 1 615 logements.

### Bapeaume, la petite Manchester normande
Au Moyen Âge, un important réseau hydraulique permet le développement des moulins à blé et à papier, à Bapeaume et sur le bord de Seine.
Ces infrastructures serviront de base à un développement de l'industrie textile, et notamment, des indienneries. Ces fabriques sont réintroduites par le Suisse Abraham Frey qui, dès 1758, profite de la levée de l'interdiction d'imprimer les toiles de coton.
Entre 1800 et l'après-guerre, l'industrie textile est florissante et vaut à la basse vallée du Cailly le surnom de « petite Manchester », ville britannique qui fut un important centre de l'industrie cotonnière.

## Politique et administration

### Rattachements administratifs et électoraux

#### Rattachements administratifs
La commune se trouve dans l'arrondissement de Rouen du département de la Seine-Maritime.
Après avoir été le chef-lieu de 1793 à 1801 d'un fugace canton de Canteleu, elle faisait partie depuis lors du canton de Maromme. Dans le cadre du redécoupage cantonal de 2014 en France, cette circonscription administrative territoriale a disparu, et le canton n'est plus qu'une circonscription électorale.

#### Rattachements électoraux
Pour les élections départementales, la commune est depuis 2014 le bureau centralisateur du canton de Canteleu constitué de six communes.
Pour l'élection des députés, elle fait partie de la quatrième circonscription de la Seine-Maritime.

### Intercommunalité
Canteleu était membre de la communauté d'agglomération dénommé Agglomération de Rouen (CAR), un établissement public de coopération intercommunale (EPCI) à fiscalité propre créé en 2000 et auquel la commune avait transféré un certain nombre de ses compétences, dans les conditions déterminées par le code général des collectivités territoriales.
Cette intercommunalité a fusionné avec ses voisines pour former, le 1er janvier 2010, la communauté d'agglomération Rouen-Elbeuf-Austreberthe (CREA), et qui a été transformée en métropole, sous le nom Métropole Rouen Normandie. La ville en est désormais membre.

### Tendances politiques et résultats
Lors du premier tour des élections municipales de 2014 dans la Seine-Maritime, la liste PS-PCF-EELV menée par Mélanie Boulanger obtient la majorité absolue des suffrages exprimés, avec 2 799 voix (54,70 %, 26 conseillers municipaux élus dont 4 communautaires), devançant très largement celles menées respectivement par :
- Romain Queruel (FN, 1 051 voix, 20,53 %, 3 conseillers municipaux élus),
- Karim Hadef (DVD, 684 voix, 13,36 %, 2 conseillers municipaux élus) ;
- Frank Prouhet (EXG, 583 voix, 11,39 %, 2 conseillers municipaux élus).

Lors de ce scrutin, 40,99 % des électeurs se sont abstenus.
Lors des élections municipales de 2020 dans la Seine-Maritime, la liste PS de la maire sortante Mélanie Boulanger est la seule présente et recueille 1 943 suffrages. Elle est élue en totalité lors d'un scrutin marqué par la pandémie de Covid-19 en France où 74,08% des électeurs se sont abstenus et 14,44 % des votants ont choisi un bulletin blanc ou nul.

### Politique locale
Selon le quotidien Le Parisien, la police a enquêté sur un vaste trafic de drogue à Canteleu ayant généré près de 100 millions d’euros de « bénéfices bruts » en 10 ans. Les énormes bénéfices de la drogue seraient réinvestis dans des villas luxueuses au Maroc. Le 8 octobre 2021, un coup de filet policier permet la saisie de 15 kg d'héroïne, 25 kg de produit de coupe, 375 000 euros et des pistolets-mitrailleurs Uzi.
La fratrie à la tête du réseau aurait fait des élus de cette commune ses obligés. La maire PS de Canteleu, Mélanie Boulanger, est arrêtée le 8 octobre 2021 et placée en garde à vue dans le cadre de l'enquête menée pour trafic de stupéfiants et association de malfaiteurs. Un de ses adjoints, qui servait de courroie de transmission entre le caïd Aziz Meziani, dit le U, et la maire, est également arrêté. Elle est mise en examen en avril 2022 et placée sous contrôle judiciaire. Le parquet de Bobigny demande un procès pour « complicité de trafic de stupéfiants » pour elle, l'un de ses adjoints et dix-sept autres personnes. En janvier 2024, le juge d’instruction de Bobigny renvoie Mélanie Boulanger et son adjoint devant le tribunal correctionnel où ils seront jugés pour complicité de trafic de drogue.
En conséquence, Mélanie Boulanger annonce sa démission le 21 février 2024 « pour des raisons de santé ».
Tom Delahaye, ancien conseiller municipal chargé de la tranquillité publique et des commerces, est élu à l'unanimité par le conseil municipal le 26 février 2024 pour lui succéder[réf. nécessaire].

### Liste des maires
| Période                                  | Période      | Identité                    | Étiquette | Qualité |
| ---------------------------------------- | ------------ | --------------------------- | --------- | --- |
| Les données manquantes sont à compléter. |              |                             |           | |
| 1813                                     | juillet 1815 | Ézéchiel Demarest           |           | |
| 1837                                     | 1838         | Lemarchand                  |           | |
| 1843                                     | 1882         | Pierre Samuel Lecœur        |           | Industriel |
| 1882                                     | mai 1896     | Victor Alfred Élie Lefebvre |           | Industriel, propriétaire du château de Canteleu                                                                    |
| mai 1896                                 | 1901         | Eugène Vinet                |           | Industriel |
| 1901                                     | mai 1908     | Gaston Lecœur               |           | Industriel |
| mai 1908                                 | mai 1912     | Léon Ravinet                |           | Entrepositaire |
| mai 1912                                 | mai 1935     | Jules Rocher                |           | Médecin |
| mai 1935                                 | 1944         | Henri Breton                |           | Industriel, directeur général des papeteries Aubry                                                                 |
| 1944                                     | 1968         | Olivier Poullain            |           | Comptable |
| 1968                                     | 1977         | Jean Miltgen                |           | Conducteur de travaux                                                                                              |
| mars 1977                                | mars 1989    | Marcel Letessier            | PCF       | Ouvrier du bâtiment                                                                                                |
| mars 1989                                | mars 2001    | Christian Bêcle             | PS        | Recteur |
| 19 mars 2001                             | 5 avril 2014 | Christophe Bouillon         | PS        | Fonctionnaire de catégorie A Député de la Seine-Maritime (5e circ.) (2007 → 2020)                                  |
| 2014                                     | février 2024 | Mélanie Boulanger           | PS        | Conseillère départementale suppléante Vice-présidente de la Métropole Rouen Normandie (2020 → 2023) Démissionnaire |
| février 2024                             | En cours     | Tom Delahaye                |           | Gérant d'une société de restauration rapide                                                                        |

### Jumelages
- Buchholz in der Nordheide (Allemagne) ;
- Wołów (Pologne) ;
- New Milton (Angleterre) ;
- Kongoussi (Burkina Faso).

## Équipements et services publics

### Enseignement
La commune accueille notamment le collège du Cèdre, nommé en raison du grand cèdre planté dans la cour.
Dans les années 1960, à la suite de l'appel du général de Gaulle, alors président de la République, il a été décidé d'envoyer tous les enfants dans des collèges. C’est alors qu'est construit le collège 600, ancien nom du collège Le Cèdre. Il a ouvert en 1966, mais a subi un incendie en janvier 1974, qui entraina sa reconstruction.

## Population et société

### Démographie
L'évolution du nombre d'habitants est connue à travers les recensements de la population effectués dans la commune depuis 1793. Pour les communes de plus de 10 000 habitants les recensements ont lieu chaque année à la suite d'une enquête par sondage auprès d'un échantillon d'adresses représentant 8 % de leurs logements, contrairement aux autres communes qui ont un recensement réel tous les cinq ans,.

En 2022, la commune comptait 14 420 habitants, en évolution de −0,97 % par rapport à 2016 (Seine-Maritime : +0,35 %, France hors Mayotte : +2,11 %).
| 1793  | 1800  | 1806  | 1821  | 1831  | 1836  | 1841  | 1846  | 1851  |
| ----- | ----- | ----- | ----- | ----- | ----- | ----- | ----- | ----- |
| 2 842 | 2 662 | 2 766 | 2 945 | 3 370 | 3 591 | 3 594 | 3 411 | 3 371 |

| 1856  | 1861  | 1866  | 1872  | 1876  | 1881  | 1886  | 1891  | 1896  |
| ----- | ----- | ----- | ----- | ----- | ----- | ----- | ----- | ----- |
| 3 359 | 3 490 | 3 340 | 3 145 | 3 246 | 3 528 | 3 714 | 3 630 | 3 595 |

| 1901  | 1906  | 1911  | 1921  | 1926  | 1931  | 1936  | 1946  | 1954  |
| ----- | ----- | ----- | ----- | ----- | ----- | ----- | ----- | ----- |
| 3 572 | 3 400 | 3 600 | 3 774 | 3 892 | 4 074 | 4 099 | 4 330 | 4 470 |

| 1962   | 1968   | 1975   | 1982   | 1990   | 1999   | 2006   | 2011   | 2016   |
| ------ | ------ | ------ | ------ | ------ | ------ | ------ | ------ | ------ |
| 10 252 | 13 415 | 14 174 | 15 276 | 16 090 | 15 430 | 14 206 | 14 790 | 14 561 |

| 2021   | 2022   | - | - | - | - | - | - | - |
| ------ | ------ | - | - | - | - | - | - | - |
| 13 966 | 14 420 | - | - | - | - | - | - | - |

### Manifestations culturelles et festivités
- Canteleu est une étape du pèlerinage du mont Saint-Michel (Itinéraire culturel du Conseil de l'Europe) sur le chemin venant d'Amiens par Rouen.
- Un pèlerinage avait lieu traditionnellement le 9 septembre à la chapelle Saint-Gorgon et était accompagné d'une foire réputée dans la région. Depuis 2001, la fête de la Saint-Gorgon a été ranimée, un week-end proche du 9 septembre sous une forme modernisée, autour des aventures vécues par deux géants, Gorgon et sa femme.

### Cultes
Canteleu est le siège de la paroisse catholique Saint-Martin de Canteleu qui fait partie du doyenné Rouen-Ouest de l'archidiocèse de Rouen.

### Médias
- Le quotidien Paris-Normandie relate les informations locales.
- La commune est située dans le bassin d'émission de la chaîne de télévision France 3 Normandie.

## Économie

### Revenus de la population et fiscalité
Canteleu est frappé par un taux de pauvreté important, s'élevant à 27,9 % en 2019, presque le double du taux national qui se situe à 14,6 %, et contre 17,2 % pour l'ensemble de la métropole de Rouen. Ainsi, presque la moitié de la population de la ville vit dans le quartier prioritaire du « Plateau », qui inclut notamment la cité Verte, et dont le taux de pauvreté monte à 46 % des ménages.

### Emploi
En 2015, le taux de chômage des 15 à 64 ans à Canteleu est de 21,4 %, ce qui est au-dessus du taux national de 10,5 %.

## Culture locale et patrimoine

### Lieux et monuments
- Le pavillon Flaubert à Croisset classé au titre des monuments historiques par journal officiel du 18 avril 1914[41].
- L'église Saint-Martin avec clocher XVIe siècle partiellement inscrite au titre des monuments historiques par arrêté du 23 juin 1933[42]. Elle est composée d'un clocher-porche, une nef à cinq travées, un transept et un chœur. Elle abrite trois cloches (du Nord au Sud) : Marie-Caroline (1872), Marie (1821) et Caroline (1821).
- Le couvent Sainte-Barbe[43] à Dieppedalle, partiellement inscrit au titre des monuments historiques par arrêté du 2 août 1995[44].
- Le château de Canteleu inscrit au titre des monuments historiques par arrêté du 28 avril 1948[45].
- Le château du Panorama, dit aussi château Bouctot, ancienne mairie annexe.
- Ancienne mairie à Croisset (1937) inspirée de l'hôtel de ville de Stockholm par le maire de l'époque Henri Breton, directeur des papeteries Aubry, qui en a dessiné les plans (architectes Lefebvre et Leroy). Elle contient des fresques du peintre Roger Tolmer[46].
- Église Saint-Pierre (1869) à Bapeaume[47].
- Ancienne centrale électrique de Dieppedalle (1947-1950), quai du Danemark, labellisée « architecture contemporaine remarquable »[48], arrêtée en 1985.

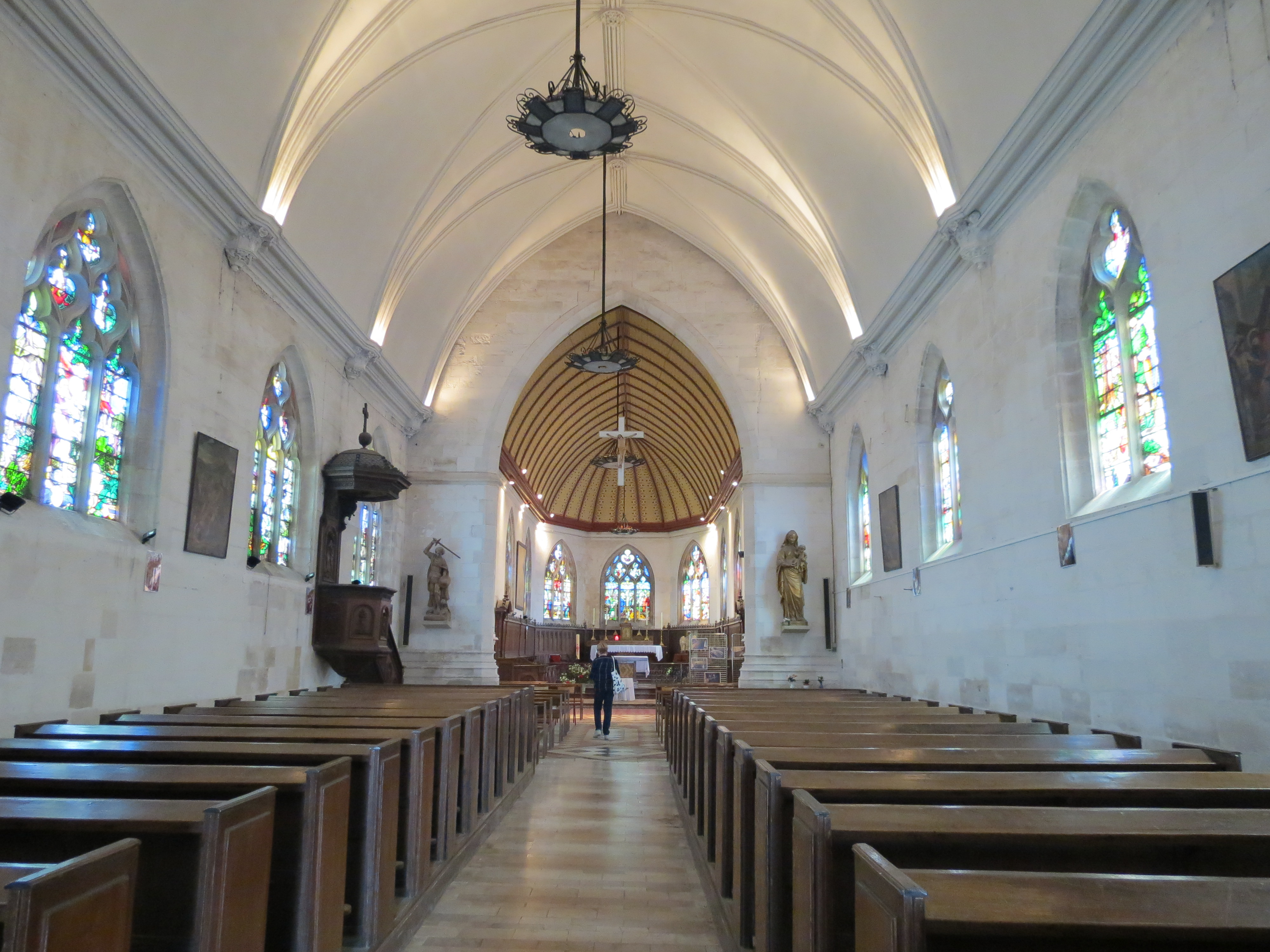
L'église Saint-Martin.
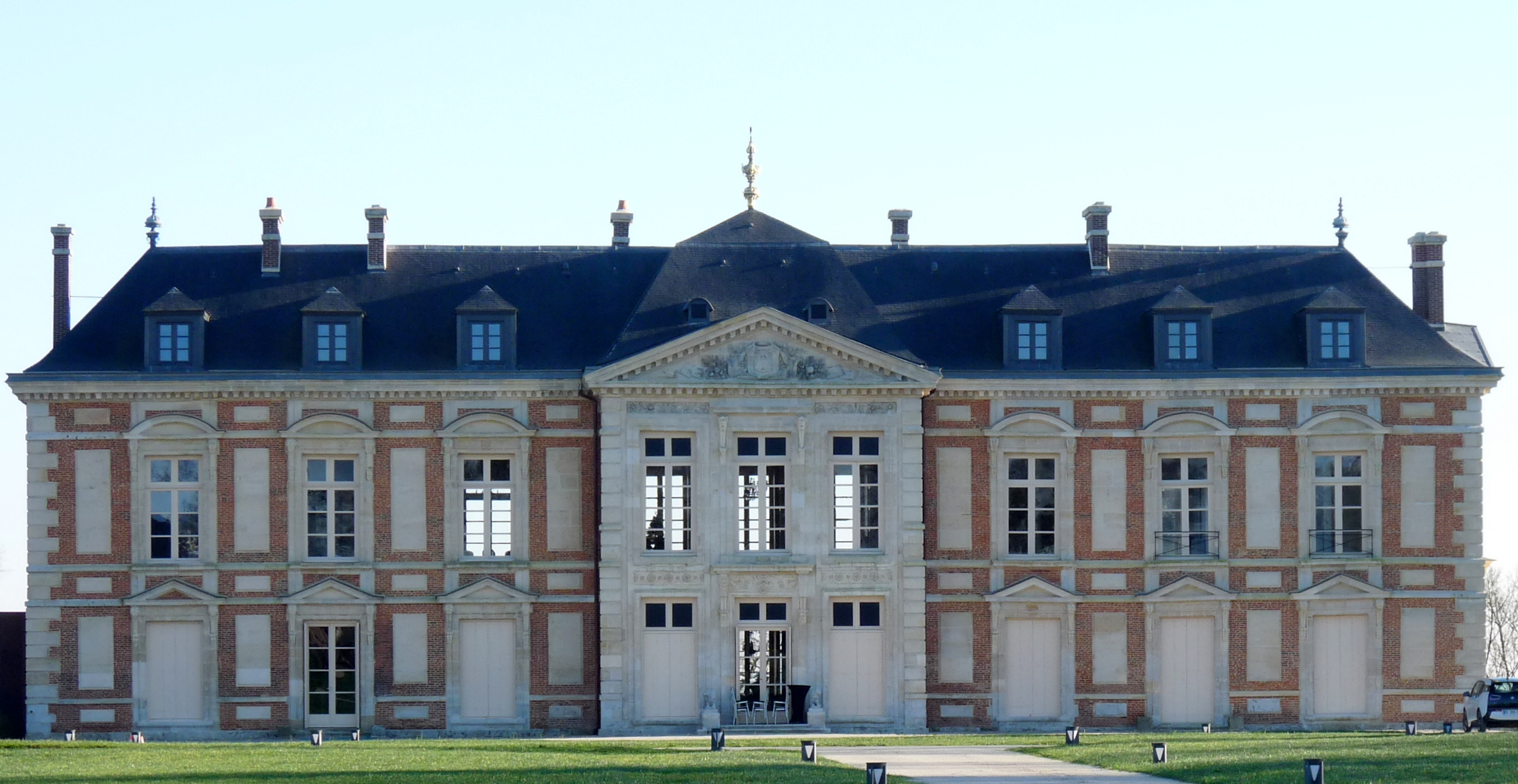
Le château de Canteleu.
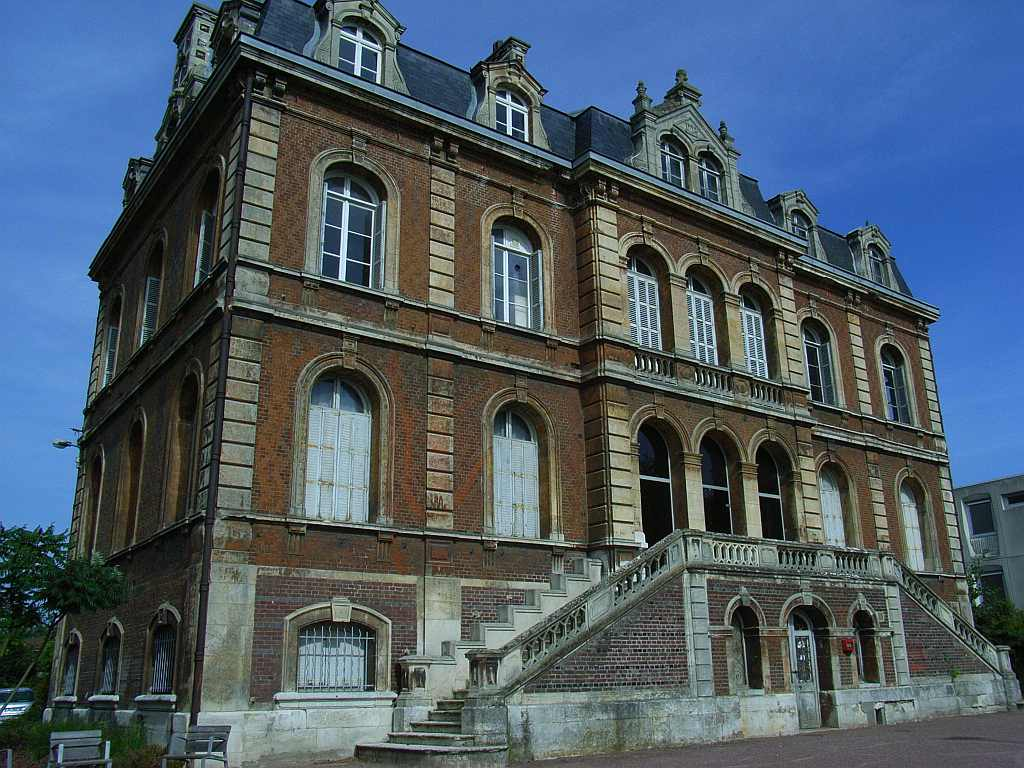
Le château du Panorama.

### Canteleu dans les arts et la culture

#### Canteleu et la littérature
Georges Duroy, le personnage principal de Bel-Ami, de Maupassant, est originaire du village de Canteleu. Il y fait un court passage après son mariage avec Madeleine Forestier pour y visiter ses parents, aubergistes.
La Teuse et M. Caffin, qui apparaissent dans La Faute de l'abbé Mouret d'Émile Zola, en sont aussi originaires.

#### Canteleu et la peinture
Le peintre britannique Robert Henry Cheney (1801-1866) a dessiné une Vue de Rouen de Canteleu, intitulée par l'artiste Rouen-From the chateau de Cantelieu, july 19 1842. Cette aquarelle est passée en vente chez Christie's, Londres, South Kensington, le 12 octobre 2005, lot 92.

Canteleu vue par les peintres
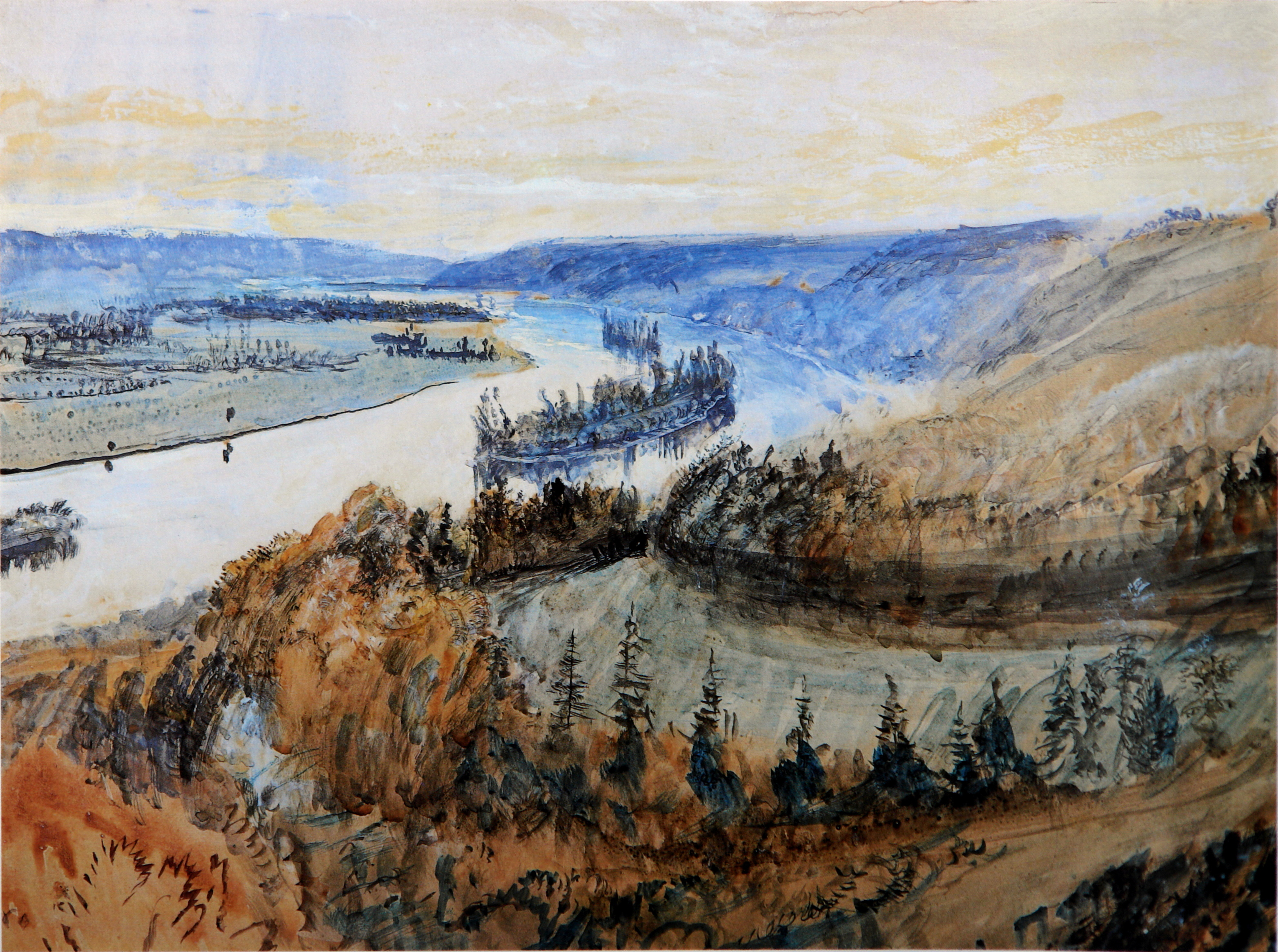
John Ruskin  (1819–1900) : La Seine et ses îles, 1880.
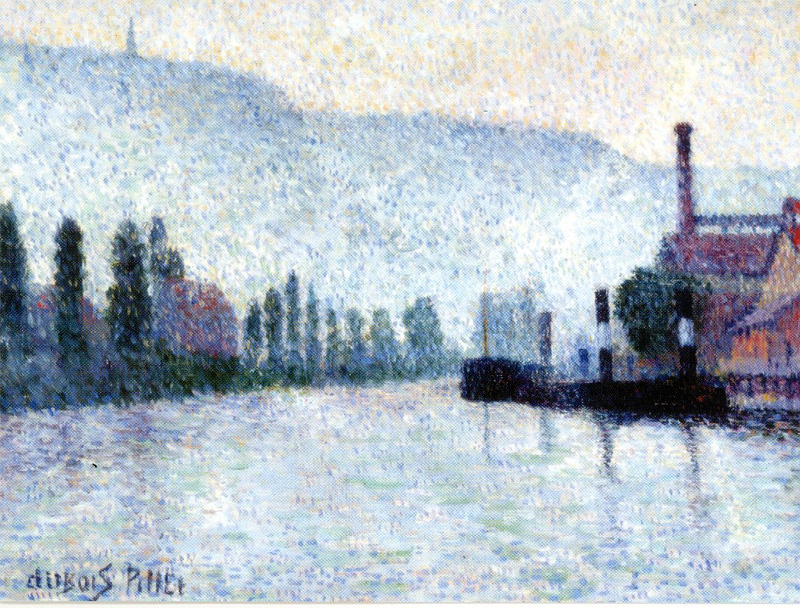
Albert Dubois-Pillet  (1846-1890) : Rouen, La Seine et les collines à Canteleu, 1887
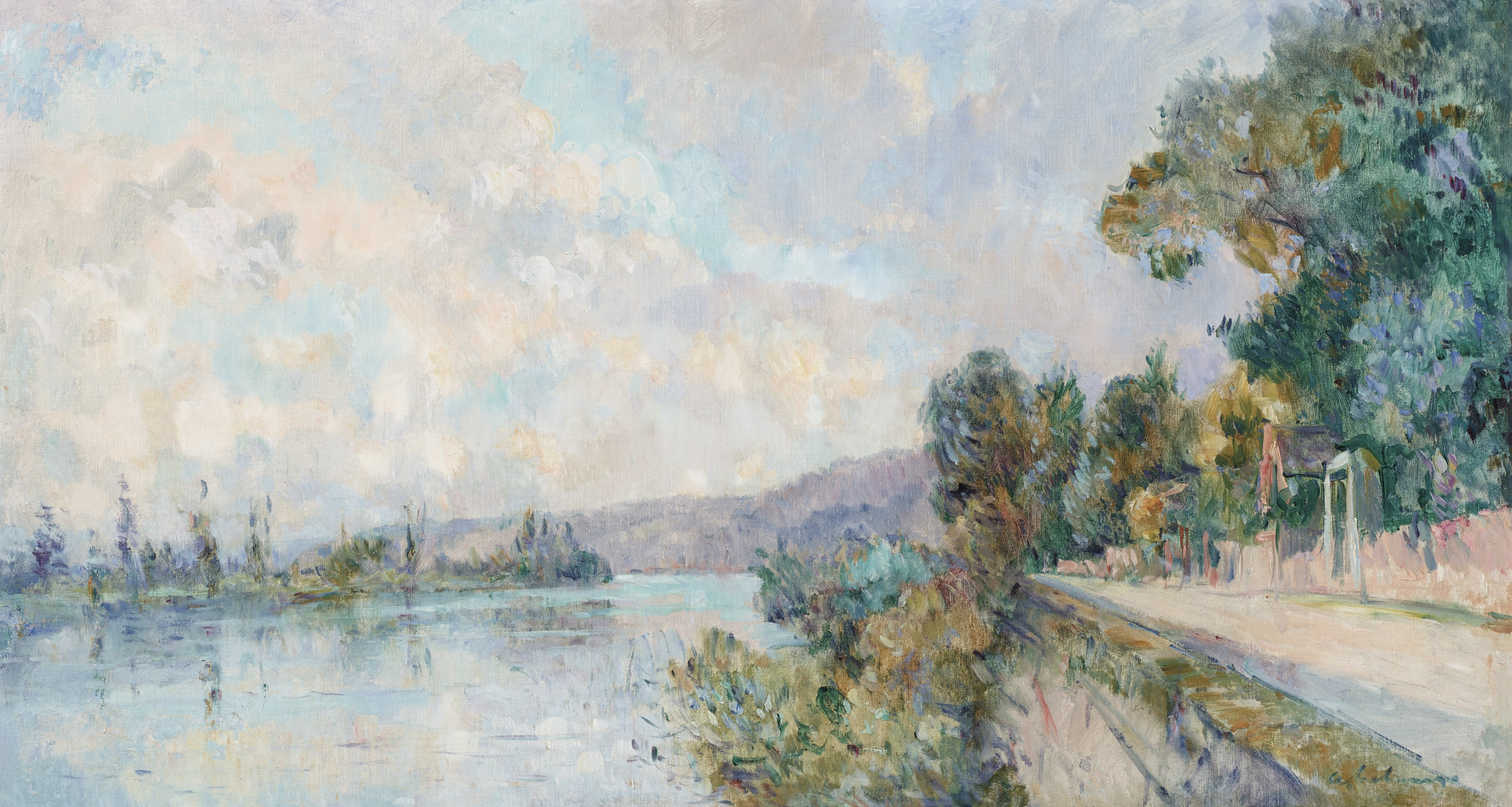
Albert Lebourg (1849-1928) : La Seine et les coteaux de Dieppedalle, vue prise de Croisset, près Rouen
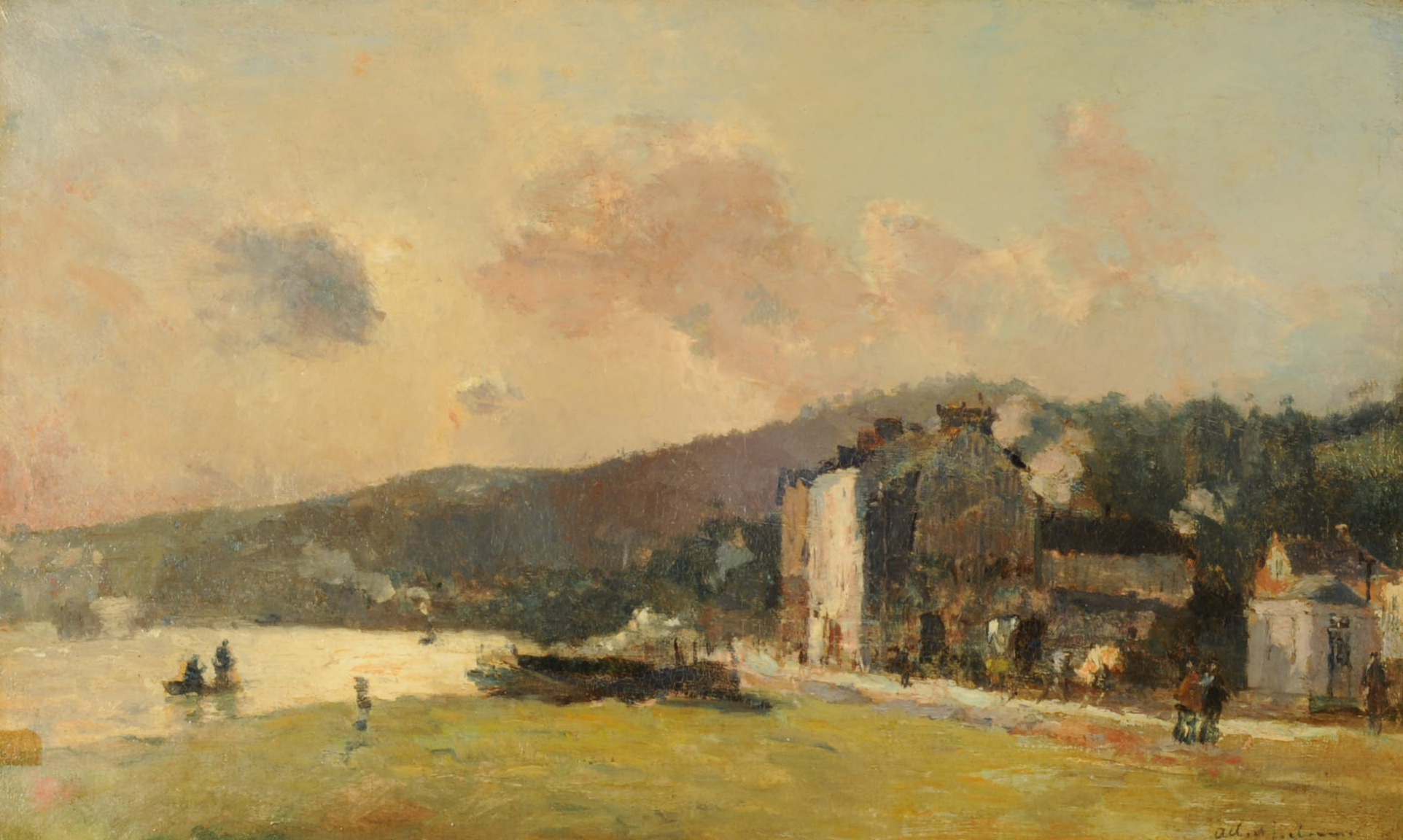
Albert Lebourg : La Seine à Croisset, près de Rouen (musée national des Beaux-Arts (Argentine))
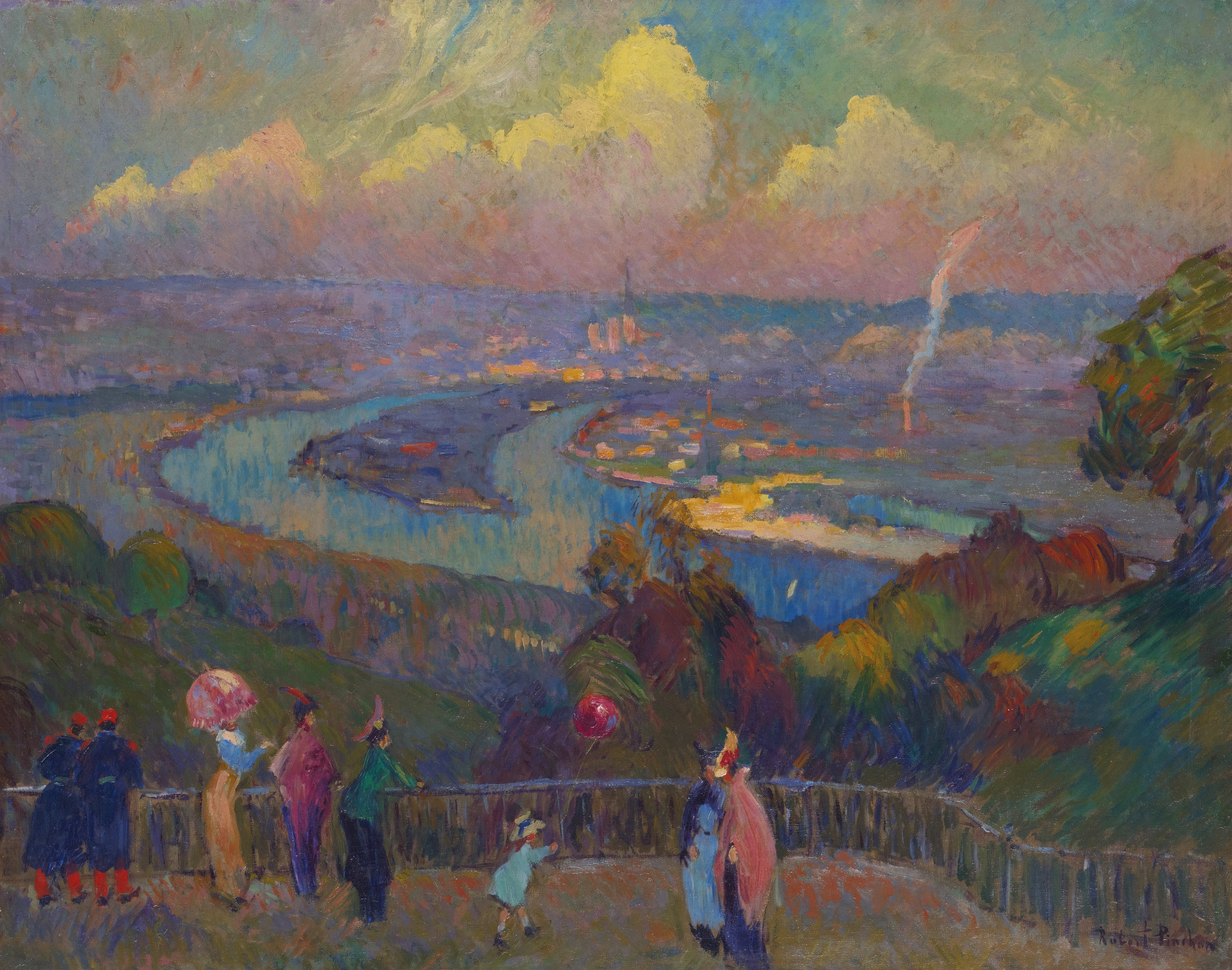
Robert Antoine Pinchon : Rouen, La Seine, vue depuis les hauteurs de Caudebec
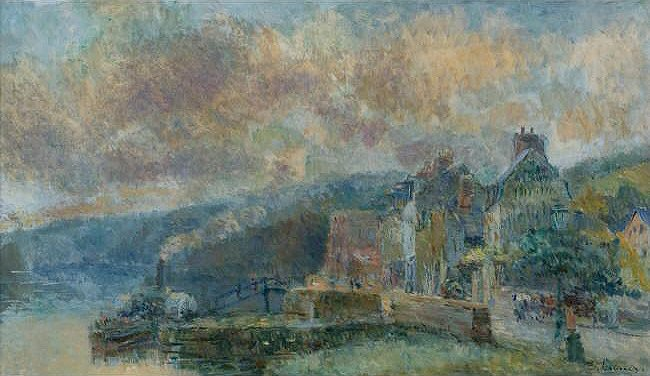
Albert Lebourg : Bateau à vapeur à Croisset
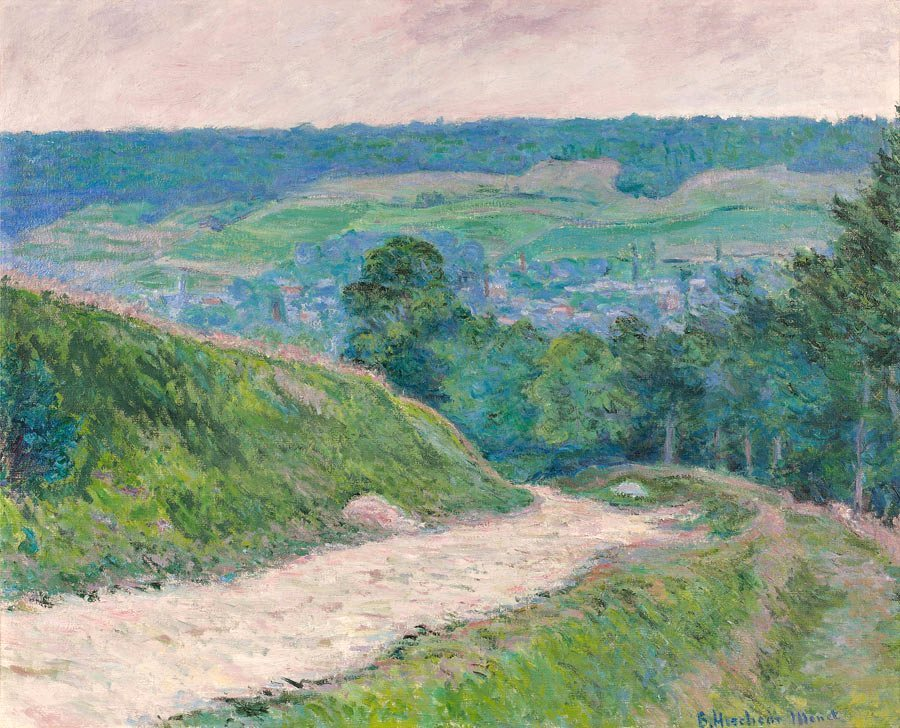
Blanche Hoschedé (1865-1947) : La vieille côte à Canteleu, vers 1900.
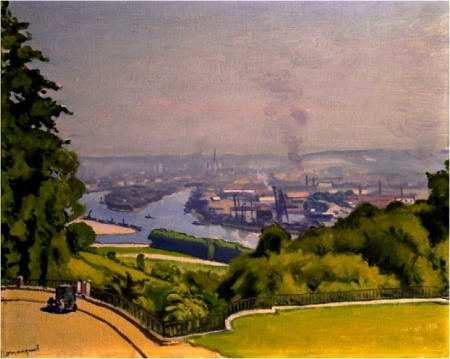
Albert Marquet : Canteleu, après-midi de soleil, vers 1927

### Personnalités liées à la commune
- Denis Lefort, marchand de bois à Dieppedalle, député du tiers état en 1789.
- Jean-Barthélemy Le Couteulx de Canteleu (1749-1818).
- Vincent Prosper Ribard (1764-1848), homme politique, y est mort.
- Henry Barbet de Jouy (1812-1896), conservateur et historien d'art, y est né.
- Gustave Flaubert (1821-1880) a vécu à Canteleu, au hameau de Croisset, en bord de Seine, de 1845 à sa mort. Il y reçut de nombreuses visites, dont celle de George Sand en 1866 et 1868, de José-Maria de Heredia en 1879, de Tourgueniev et de Maupassant à plusieurs reprises et quelques semaines avant son brutal décès, d'Émile Zola, d'Edmond de Goncourt, d'Alphonse Daudet et de son éditeur Charpentier[49].
- Léon-Eugène Méhédin (1828-1905) y est inhumé.
- Albert Witz (1840-1903), photographe, y est né.
- l'abbé Albert Tougard (1841-1920)[50], coauteur avec l'abbé Joseph Bunel d'une importante Géographie de la Seine-Inférieure en plusieurs tomes, y est né.
- Ernest Cauvin (1843-1922), homme politique, y est mort.
- Eugène Boullet (1847-1923), naturaliste, y est mort.
- Ernest Villette (1850-1925), architecte, y est né.
- Louis Dubreuil (1873-1943), député et maire de Rouen, y est né.
- Gilbert Carpentier (1942-1976), spéléologue, y est mort.
- Franck Langolff a grandi à Canteleu.

### Héraldique
En 1937, la commune de Canteleu adopte comme blason les armoiries de la famille Le Couteulx de Canteleu,, dont Jean-Barthélemy avait acquis la seigneurie en 1780.
| Armes de Canteleu | Les armes de la commune de Canteleu se blasonnent ainsi : D'argent au chevron de gueules accompagné de trois trèfles de sinople. |

## Pour approfondir